# Бен Че (покрајина)
Бен Че (виј. Bến Tre) је једна од 58 покрајина Вијетнама. Налази се у региону Делта Меконга. Заузима површину од 2.360,2 km². Према попису становништва из 2009. у покрајини је живело 1.255.946 становника. Главни град је Bến Tre.